# スキッフル
スキッフル(Skiffle)は、ジャズ、ブルース、フォーク、ルーツ・ミュージック、カントリー・ミュージックなどの影響を受けた音楽で、手作りの楽器や、即席の楽器を使うことが多い。スキッフルは、20世紀前半のアメリカ合衆国で生まれた音楽ジャンルであるが、1950年代にはロニー・ドネガン(Lonnie Donegan)を中心にイギリスでブームとなり、後にジャズ、ポップ、ブルース、フォーク、ロックなどの分野で活躍するミュージシャンたちが音楽活動を始める大きなきっかけを作った。

## アメリカにおけるスキッフル

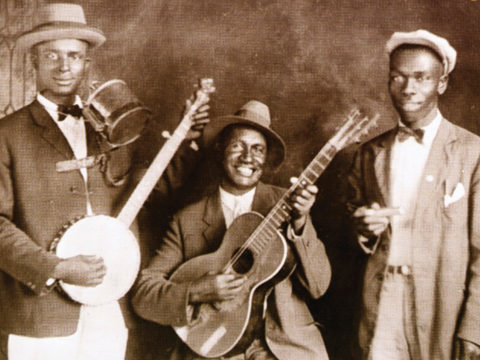
Gus Cannon's Jug Stompers (1928年ころ)

スキッフルの起源ははっきりしていないが、20世紀初めのアフリカ系アメリカ人の音楽文化にその源があると一般的に考えられている。スキッフルは、ニューオーリンズ・ジャズから発展したものだとしばしば説明されるが、その妥当性については議論がある。スキッフルという言葉では表現されていなかったにしても、即興的なジャグ・バンドによるブルースやジャズの演奏は、20世紀初期のアメリカ南部ではどこでも見られたことであった。
スキッフルでは、ウォッシュボード(洗濯板)、ジャグ(水差し)、洗濯桶や茶箱で作ったベース(Washtub bass)、煙草箱などで作ったギター類(Cigar box guitar)、ミュージックソー(のこぎり)、櫛と紙を使ったカズーなどが、通常の楽器であるアコースティック・ギターやバンジョーとともに演奏に用いられた。「スキッフル (skiffle)」という言葉は、家賃を支払うために小額の参加費を課してパーティーをするレント・パーティー(Rent party)を意味するスラングのひとつだった。スキッフルが最初に録音されたのは1920年代のシカゴにおいてであり、南部のアフリカ系アメリカ人が北部の産業都市へ持ち込んだものであったと考えられる。
レコードで、スキッフルという言葉を最初に使ったのは、1925年のジミー・オブライアント(Jimmy O'Bryant)と彼のシカゴ・スキッフラーズ(Jimmy O'Bryant and his Chicago Skifflers)であった。この言葉は、カントリー・ブルース(Country blues)のレコードを表現するためにもっとも頻繁に用いられ、コンピレーションの『ホームタウン・スキッフル』(1929年)や、ダン・バーレー・アンド・ヒズ・スキッフル・ボーイズ(Dan Burley & His Skiffle Boys)の『スキッフル・ブルース』(1946年)といったレコードが作られたマ・レイニー(Ma Rainey) (1886年 – 1939年)は、自分のレパートリーを田舎の聴衆に説明するときにスキッフルという言葉を使っていた。スキッフルという言葉は、1940年代以降の米国音楽界では、使われなくなっていた。

## イギリスにおけるスキッフルのブーム
比較的曖昧なジャンルであるスキッフルは、1950年代のイギリスにおけるリバイバルと、その中心にいたロニー・ドネガンの成功がなければ、ほとんど忘れ去られていたかもしれない。イギリスのスキッフルは、スウィング・ジャズから離れてトラッド・ジャズ(Trad jazz)へと向かう動きを見せていた戦後のブリティッシュ・ジャズ(British jazz)・シーンから生み出されたものである。そうしたバンドのひとつがケン・コリア(Ken Colyer)が率いたケン・コリアズ・ジャズメン(Ken Colyer's Jazzmen)であり、そのバンジョー奏者であったドネガンは、バンドの演奏の合間にスキッフルを演奏していた。ドネガンはギターを弾きながら歌うことが多く、他に2人のメンバーがウォッシュボードとティーチェスト・ベース(Tea Chest Bass)で伴奏するのが通例であった。彼らは様々なアメリカのフォークやブルースの歌、特にレッドベリーの録音に由来するものをよく取り上げ、アメリカのジャグ・バンドを真似た陽気なスタイルで演奏した。公演のポスターでは、休憩中の「スキッフル」と表示されたが、これはケン・コリアの兄弟のビルが、ダン・バーレー(Dan Burley)率いるダン・バーレー・スキッフル・グループのことを思い出して提案した名称だった。程なくして、この休憩中の出し物は、トラディショナル・ジャズと同じように人気を博すようになった。1954年には、バンド内の意見対立からコリアが新しいグループを結成するためバンドを離れ、残されたバンドはクリス・バーバー(Chris Barber)をリーダーに据え、クリス・バーバーズ・ジャズ・バンド(Chris Barber's Jazz Band)に衣替えした。
イギリスにおけるスキッフルの初録音は、コリアの新しいバンドによって、1954年に行われたが、スキッフルの運命を変えたのは、1955年の遅い時期に、バーバーズ・ジャズ・バンドが「ザ・ロニー・ドネガン・スキッフル・グループ」名義でデッカ・レコードからリリースした2曲のスキッフルであった。レッドベリーの「ロック・アイランド・ライン (Rock Island Line)」のテンポを速めたドネガンのバージョンは、ウォッシュボードをフィーチャーした(ティーチェスト・ベースは使っていない)演奏で、B面には「ジョン・ヘンリー(John Henry)」を収めたシングル盤は、1956年の大ヒットとなった。この曲はトップ20に8ヶ月も居座り、最高位は6位(米国でも8位)になった。また、イギリスでは初めて、デビュー・レコードがゴールドディスクになった曲であり、世界中で100万枚以上が売れた。
このシングル盤の成功と、高価な楽器や高い演奏技量を必要としないことが、イギリスにおけるスキッフルのブームのきっかけとなった。スキッフルがブームとなった時期には、チャートで成功を収めるバンドも少なからず登場し、チャス・マクデヴィット(Chas McDevitt)のグループ(The Chas McDevitt Group)、ジョニー・ダンカン(Johnny Duncan)率いるジョニー・ダンカン・アンド・ザ・ブルーグラス・ボーイズ(Johnny Duncan and the Bluegrass Boys)、ザ・ヴァイパーズ(The Vipers)などが活躍した。しかし、ブームが大きな影響を生んだのは、草の根のアマチュアの活動としての側面においてであり、とりわけ労働者階級の男性たちは、楽器を安く手に入れたり、あり合わせのもので自作して、戦後のイギリスの味気ない耐乏生活への反動のように、スキッフルにとびついた。BBCテレビで『シックス＝ファイブ・スペシャル (Six-Five Special)』の放送が始った1957年には、おそらくブームは絶頂に達していたと言えるだろう。この番組は、イギリスで最初の若者向け音楽番組であり、スキッフルの曲を主題歌にし、多くのスキッフル・グループを紹介するショーケースとなった。
一説では、1950年代末には、イギリスには3万から5万組のスキッフル・グループがいたものと推定されている。ギターは売り上げが急増し、他のミュージシャンたちは即席のベースやパーカッションで加わり、教会のホールやカフェといった場所で、音楽の完成度や高度な演奏技能などは気にしないで演奏が出来た。多くのイギリスのミュージシャンたちが、この時期にスキッフルを演奏することで、そのキャリアをスタートさせ、後にそれぞれの分野で名を成すことになった。北アイルランドを代表するミュージシャンのヴァン・モリソン、イギリスにおけるブルースの開拓者アレクシス・コーナー、ロニー・ウッド、アレックス・ハーヴェイ、ミック・ジャガー、マーティン・カーシー、ジョン・レンボーン、アシュレー・ハッチングス(Ashley Hutchings)、ロジャー・ダルトリー、ジミー・ペイジ、リッチー・ブラックモア、ロビン・トロワー、デイヴ・ギルモア、ポップ系のビート・ミュージックで成功したホリーズのグラハム・ナッシュ(Graham Nash)とアラン・クラーク(Allan Clarke)などは、そうした例である。その中で最も有名なのはジョン・レノン、ポール・マッカートニー、ジョージ・ハリスンら後のビートルズのメンバーが在籍したザ・クオリーメンだろう。
バーバーと分かれてから、ドネガンは、「カンバーランド・ギャップ (Cumberland Gap)」(1957年)、「ダズ・ユア・チューインガム・ルーズ・イッツ・フレイヴァー (Does Your Chewing Gum Lose Its Flavour)」(1958年)、「マイ・オールドマンズ・ア・ダストマン」(1960年)といった一連の人気レコードを「ロニー・ドネガンズ・スキッフル・グループ」名義で制作し続けた。やがて、ブリティッシュ・ロック(British rock)の最初の段階としてロックンロール・シーンが出現し、トミー・スティール(Tommy Steele)、マーティー・ワイルド(Marty Wilde)、クリフ・リチャード・アンド・ザ・シャドウズ(The Shadows)など、イギリス出身のスターたちが活躍し始めると、チャートに影響を与えるようなスキッフル奏者はドネガンだけになってしまい、それも徐々に流行遅れになっていった。1958年には、スキッフルの熱狂はほぼ終焉を迎えており、この音楽に熱中していた人々は、音楽をやめてしっかりした仕事に就くか、フォーク、ブルース、ロックンロールなど、別の形態の音楽へと進んでいったのである。
ドネガンは、2002年に亡くなるまで、演奏活動を続けた。ジ・アグリー・ドッグ・スキッフル・コンボ(The Ugly Dog Skiffle Combo)やザ・ロンドン・フィルハーモニック・スキッフル・オーケストラ(The London Philharmonic Skiffle Orchestra)など、いくつかの若い世代のバンドが、スキッフルの形態を継承したり、かつてスキッフルを演奏したグループがスキッフルに回帰したりする例はあるが、スキッフルのリバイバルを目指す試みは、かつてのような熱狂を生み出すには至っていない。